# Walckenaeria brevicornis
Walckenaeria brevicornis là một loài nhện trong họ Linyphiidae.
Loài này thuộc chi Walckenaeria. Walckenaeria brevicornis được James Henry Emerton miêu tả năm 1882.